# Transformers: Victory
«Трансформеры: Победа» (яп. 戦え!超ロボット生命体 トランスフォーマーV Татакаэ! Тё: робот сэймэй тай трансформер V, англ. Transformers: Victory) — третий из японских мультсериалов о трансформерах; был снят в 1989 году. Транслировался в России по 6 каналу. В сериале — 38 серий, но из них 6 — коллажи (то есть, оригинальных только 32). В отличие от большинства других японских и американских сериалов не делится на сезоны.
Является продолжением мультсериала «Transformers: Super-God Masterforce». Имеет свой сиквел — мультфильм «Transformers: Zone».
Также является последним полным мультсериалом оригинальной эпохи «Поколения 1».

## Сюжет
Дело происходит примерно в 2025 году. Земля по-прежнему является одной из самых богатых ресурсами планет. После многочисленных нападений со стороны десептиконов автоботы во главе со своим новым лидером — сильнейшим трансформером Истребителем берутся охранять Землю от десептиконов. Во главе Десептиконов находится Смертоносец.
Смертоносец — честолюбивый и могущественный лидер десептиконов, которому необходимы энергоресурсы Земли, чтобы начать полномасштабную войну и покорить Вселенную. Его первоначальная цель — напитать энергией и вернуть к жизни свою Космическую Крепость — гигантскую станцию с огромной огневой мощью, с помощью которой Смертоносец уже один раз чуть не одержал победу. В его подчинении находятся два мощных подразделения десептиконов — Брестфорсы во главе с Львиномордом и Боевые Динозавры, которыми командует Задавала, специализирующиеся на терроре и добыче энергии. И те, и другие способны объединяться в гештальты — Центуриона и Монструктора.
Имея в своем распоряжении такое сильное войско, Смертоносец хочет разгромить автоботов и завоевать либо уничтожить Землю. Автоботы во главе с Истребителем (при активном содействии своего «сына полка» — мальчика-сироты Микона) всячески этому препятствуют.
Несмотря на противодействие автоботов, Смертоносцу в конце концов удается возродить Космическую Крепость. Завладев огромными запасами энергии, накопленными в легендарной Атлантиде, поднятой со дна океана, Смертоносец обрушивает на Землю метеоритную бомбардировку, обрекая на смерть не только людей и автоботов, но и отряд своих Боевых Динозавров, оставленных на произвол судьбы на Земле. Автоботы спасают Динозавров и их капитана Задавалу от гибели, а тот в отместку бывшему повелителю раскрывает автоботам секрет энергоснабжения Космической Крепости. Микон проникает в Крепость и, используя полученную информацию, лишает её энергии. Тем временем Истребитель в последней схватке наносит поражение Смертоносцу, однако тот, тяжело раненный, успевает направить космическую крепость на Землю, чтобы обрушить ее на планету и уничтожить. В решающий момент Победителю удается уничтожить космическую крепость и спасти Землю.

## Место действия
- Земля.
- Ви — планета, на которой расположен штаб Космических сил обороны; красивая, покрытая зеленью планета, с виду похожая на Землю.
- Микло — планета, на которой находится межгалактическая тюрьма для особо опасных преступников. Родная планета Фиксатора.
- Космическая Крепость (Космокрепость) — гигантская боевая космическая станция, по размерам не уступающая средней планете. Бывшая резиденция Смертоносца. Много лет назад, во время тяжёлой битвы с автоботами, возглавляемыми Истребителем, она была лишена энергии и заперта в облаке космической пыли в районе туманности «Конская Голова»

## Персонажи

### Автоботы
- Истребитель Стар Сайбер (англ. Star Saber) — лидер автоботов. Главный Протагонист, командующий Космическими силами обороны. Героически сражается с десептиконами за свободу и мирное будущее всех миролюбивых обитателей Вселенной, в том числе и жителей Земли. Имеет дополнительный модуль — «Звёздную Ракету», с которой может объединяться в режиме как самолёта, так и робота. Может также использовать её как транспортное средство и оружие.[2] Объединяясь со «Звёздной Ракетой», становится намного крупнее и мощнее. В этом режиме является грозным противником, несколько раз вынуждал отступать даже самого Смертоносца. Во всей вселенной лишь гештальту команды Львиноморда по имени Центурион удалось одержать над ним победу, однако убить он его не смог. В режиме робота Истребитель в качестве оружия ближнего боя использует щит и меч. Последний способен разрубить или пронзить практически любое препятствие на своём пути, кроме того, может использоваться и как сверхмощный энергетический излучатель. Однако следует учитывать, что для подготовки к нанесению мощных энергетических ударов на расстоянии его хозяину требуется время, в течение которого он может быть и уязвим, да и дальность их, по-видимому, ограничена. Применяет он и оружие, конструктивно схожее с пистолетом. В режиме самолёта оснащён весьма внушительным арсеналом из лазеров, ракет и тепловых ловушек.
- Оптимус Прайм (англ. Optimus Prime) — старый друг и соратник Истребителя; командует вторым эшелоном космических сил обороны на планете Микло. В прошлом являлся лидером автоботов; на своём нынешнем посту оказался после того, как на эту должность выбрали Истребителя.
- Победоносец (англ. Victory Leo) — напарник Истребителя. Когда Оптимус Прайм был смертельно ранен в бою со Смертоносцем, его душу трансплантировали в новое могучее тело, обладающее способностью трансформироваться в самолёт и механического льва. Однако радость автоботов по поводу воскрешения товарища оказывается преждевременной: бывший Оптимус стал диким и необузданным, почти полностью потерял память о своём прошлом, и лишь Микону в минуту смертельной опасности удалось разбудить в нём эту память во время выбора - спасти Микона или покончить с угрозой Центуриона, лишив главаря. Победоносец не только силён сам по себе — он и Истребитель могут сливаться, составляя Победителя (англ. Victory Saber) — единственного супер-робота, который может одержать верх над Центурионом и свободно одолеть Смертоносца.
- Бластер (англ. Roader), Растр (англ. Laster) и Храбрец (англ. Braver) — ближайшие помощники Истребителя, отважные, опытные и заслуженные боевые офицеры. Способны объединяться, образуя гештальт, именуемый Непобедимый Воин (англ. Road Caesar), Бластер образует туловище и руки, а Растр и Храбрец - ноги. Русский дубляж Бластера и Растра - Михаил Черняк.
- Вездеход (англ. Multiforce) — гештальт, который образуют трое «младших» автоботов — Волнокрыл (англ. Wingwaver)(туловище и голову), Мактакл (англ. Machtackle)(левые конечности) и Бомбардир (англ. Dashtacker)(правые конечности). Любой из них сам, в свою очередь, является двухсоставным гештальтом, каждый из компонентов которого может действовать самостоятельно (у Мактакла — ещё и ссориться между собой, выясняя, кто главный). Волнокрыл, Мактакл и Бомбардир — храбрые и отчаянные воины. Они недовольны тем, что «старшие», как им кажется, их недооценивают, всегда рвутся в битву, стараясь доказать свою силу и боевую выучку и не задумываясь о последствиях.
- Фиксатор (англ. Fixit) — лидер команды Спасателей. Трансформируется в полицейский автомобиль. Лучший друг Микона, выполняет функции его няньки и телохранителя. Влюблён в Руфь, из за чего Спасатели постоянно над ним подшучивают и издеваются. Русский дубляж - Михаил Черняк.
- Спасатели — товарищи Фиксатора: Санитар (англ. Stakeout), Огонёк (англ. Red Hot) и Спасатель (англ. Seawatch). Обычно не принимают непосредственного участия в сражениях, поскольку у них и так всегда хватает работы — во время нападений десептиконов они осуществляют эвакуацию людей из опасной зоны и оказывают помощь пострадавшим. Однако, если их атакуют, могут постоять за себя, да и в некоторых других ситуациях также могут быть полезны на поле боя. Например, известен случай, когда Огонёк при выполнении задуманного Фиксатором отвлекающего манёвра смог вывести из строя одного из боевых динозавров. Трансформируются в транспортные средства соответствующего назначения: Санитар — в машину «скорой помощи», Огонёк — в пожарную машину, Спасатель — в спасательное судно.
- Шаттл (англ. Galaxy Shuttle) — выступает в качестве транспортного средства Автоботов.
- Шестизарядник (англ. Greatshot) — «вольный стрелок», союзник автоботов.
- Руфь (англ. Ruth) — девушка-трансформер с планеты Микло, предмет обожания Фиксатора.

### Десептиконы
- Смертоносец (англ. Deathsaurus) — лидер десептиконов. Главный антагонист. Альт-форма — дракон. Во время сражений в режиме робота использует энергетическое орудие, кистень, а также лук, в который трансформируются нагрудные оружейные модули - лев и орёл. Помимо этого регулярно появляется в кадре с саблей-фальшионом. В альт-форме способен использовать свои крылья в качестве как рубящего оружия, так и метательного. Русский дубляж — Михаил Черняк.
- Центурион (англ. Liokaiser) — гештальт брестфорсов. Один из сильнейших десептиконов, в первой стычке чуть не убил Истребителя. В бою использует двуствольную световую пушку и боевой цеп, усиленный кольцами с шипами, которые могут также применяться в качестве отдельного метательного оружия. Во время битвы за космическую крепость был брошен Победоносцем на её главное орудие. В результате потерял большую часть энергии и мощным потоком частиц, исходившим от пушки, унесён в мировое пространство. Дальнейшая судьба неизвестна.

- Львиноморд (англ. Leozack) — второй по силе и званию робот после Смертоносца. Альт-форма — боевой самолёт F-14 Tomcat. Мечтает занять место Смертоносца. Этим немного напоминает поведение Скандалиста с его отношением к Мегатрону. Тем не менее, в отличие от Старскрима — довольно храбр, имеет некоторые понятия о воинской чести (например, проявляет явное недовольство, когда Смертоносец отправляет его команду воровать энергию с электростанции городского метрополитена: «Мы воины, а не земляные черви»), да и победы над Истребителем желает больше из-за возможности показать таким образом своё превосходство в силе и искусстве боя, а не потому, что она может поспособствовать достижению десептиконских целей. Кроме того, он, в отличие от Старскрима, ни разу не был замечен за попытками подставить товарищей ради собственных интересов и пользуется их уважением не только по причине превосходства в силе. Образует верхнюю часть туловища и голову Центуриона. В сражениях, как и остальные брестфорсы из его команды, применяет Боевой цеп, также способный принимать форму короткого копья. Нагрудный модуль имеет режим льва и короткоствольного, но тяжёлого лучевого оружия В режиме самолёта использует несколько лазерных пушек и ракеты. Русский дубляж — Михаил Черняк. Командир отряда, в который входят:
  - Дже́лгер (англ. Jallguar) — трансформируется в оснащённый ракетно-пушечным вооружением Багги. В бою применяет цеп, как и Львиноморд. Нагрудный модуль имеет режимы механической дикой кошки и бластера. Образует брюшную и тазобедренную часть туловища  Центуриона. Русский дубляж - Михаил Черняк
  - Мертвоку́с (англ. Killbison) — трансформируется в танк, оснащённый башней с двумя лучевыми орудиями. В режиме робота для ближнего боя использует трансформирующийся цеп/короткое копьё. Нагрудный модуль имеет режимы механического быка или бластера. Образует правую ногу Центуриона.
  - Нетопырь (англ. Hellbat) — робот, похожий на летучую мышь. Постоянно пытается подставить Львиноморда. Нагрудный модуль — летучая мышь/бластер. Летучая мышь обладает длинным языком. который может использовать как электрохлыст. Ещё Нетопырь активно использует так называемые гипнотические волны, которые практически безотказно действуют на людей и легковооружённых трансформеров, усыпляя их. Однако, например, для того, чтобы вывести из строя Бластера, ему понадобилось некоторое время, за которое тот сумел сориентироваться и дать ему отпор. Пользуется Нетопырь и коротким оружием вроде потайных кинжалов. Альт-форма — реактивный самолёт, в режиме которого оснащён пушками и ракетами. Образует левую руку Центуриона.
  - Носорог (англ. Drillhorn) — Робот синего цвета, трансформирующийся в буровую машину. В этом режиме способен, просверлив проход, преодолеть практически любую преграду и атаковать противника с того направления, с которого тот вовсе не ожидал. Например, без особых проблем смог похитить практически весь бензин в одном из североамериканских штатов и установить контроль над шахтой. Чтобы спасти оттуда людей-заложников, автоботам понадобились их самые передовые технологии, помощь спасшейся части персонала и немалое количество времени. Нагрудный модуль - носорог/бластер. Также Носорог использует боевой цеп. Образует левую ногу Центуриона.
  - Ястреб (англ. Gaihawk) — Бывший узник тюрьмы на Микло, бежавший с помощью брестфорсов. Впервые появляется в серии № 16 «Ястреб». После того, как он присоединился к отряду Львиноморда, отряд получил возможность сливаться в Центуриона. Кроме того, его появление поставило вопрос о целесообразности пребывания Нетопыря в команде брестфорсов. Однако благодаря жестокости, интриганству и изворотливости Нетопырь сумел удержаться на своём месте. Ястреб, использует боевой цеп-копьё, нагрудный модуль имеет режимы ястреба и бластера. Кроме того, в кисть Ястреба встроено нечто вроде гибрида кастета и кинжала-сая, которым он убил надзирателей при побеге. Во время событий в галактической тюрьме также демонстрирует возможность испускать потоки энергии и кристаллов для поражения противника на средних дистанциях. Трансформируется в реактивный истребитель. Образует правую руку Центуриона.

- Монструктор (англ. Monstructor) — гештальт Боевых Динозавров. Отличается колоссальной физической силой и диким нравом. В сражениях пользуется алебардой, способной, как и булава Задавалы, испускать энергетические кольца (только, само собой, намного более мощные), в случае прямого попадания связывающие противника по рукам и ногам, в иных — наносящие глубокие резаные раны. После обновления он стал сильнее и может один на один сразиться с Истребителем используя взрывные арсеналы и шоковые орудия. Его составляют:
  - Задава́ла (англ. Icepick, яп. Goryu) — капитан Динозавров. Вспыльчив и непосредственен, отчего часто попадает в неприятные ситуации. Беззаветно предан своей команде и готов отдать за неё жизнь, что было по достоинству оценено Истребителем и Победоносцем. К другим десептиконам относится иначе — например, радуется промахам Львиноморда, надеясь в один прекрасный день занять его место (впрочем, неприязнь у них взаимная — Львиноморд и другие брестфорсы считают Динозавров «рабочей скотиной» и даже не скрывают этого) . Во время операции по захвату океанской буровой платформы даже попытался основать на ней собственную независимую базу. С другой стороны, не желая признавать, что они с товарищами были попросту брошены Смертоносцем, попытался ради возвращения собрать для него как можно больше энергии. В отличие от своих подчинённых, соединяющихся с играющими роль дополнительных корпусов доисторическими животными, на собственном тираннозавре восседает верхом, как и подобает настоящему командиру. В качестве оружия использует булаву, полезную как в ближнем бою, так и в огневом — в качестве излучателя энергетических колец. Осознав, что Смертоносец их предал, предоставил автоботам информацию о слабом месте космической крепости. После ликвидации последней вместе с большей частью подчинённых занялся работами по восстановлению крупнейших земных городов, получивших серьёзные повреждения от искусственного метеоритного дождя Смертоносца.
  - Пришиба́ла (англ. Slog, яп. Kakuryu) — робот чёрно-жёлтого цвета, соединяющийся с трицератопсом. Как и прочие члены отряда, в режиме слияния с динозавром, помимо рогов, хвоста и прочего естественного оружия, несёт также набор из ракет, лазеров и тому подобного. В режиме робота имеет боевой топор, полезный не только в ближнем бою, но и способный стрелять, а также короткоствольное оружие, похожее на револьвер. Довольно глуп, ленив и неповоротлив. По этой причине постоянно попадает в неприятности. Во время рейдов отряда Задавалы за энергией выполняет главным образом функции охраны пленных, перевозки грузов и т. п. Но, даже получив одно из таких заданий, однажды был выведен из строя всего-навсего Огоньком. В отличие от большинства своих товарищей, после поражения войск Смертоносца пошёл работать не на стройку, а в детский парк развлечений.
  - Безмозглый (англ. Birdbrain/, яп. Rairyu). Бронтозавр.
  - Хмурый (англ. Scowl, яп. Doryu) — синий робот, соединяется со стегозавром.
  - Трус (англ. Wildfly, яп. Yokuryu) — механоид, имеющий красно-жёлтую окраску, соединяется с птеродактилем. В данном режиме является довольно полезным воздушным и космическим бойцом. Будучи вооружён внушительным набором из ракет и бомб, может быть использован в качестве разведчика, лёгкого бомбардировщика, а также истребителя.
  - Щётка (англ. Bristleback, яп. Gairyu) — механоид, имеющий зелёную окраску, соединяется с анкилозавром. Туповат.
- Кобра (англ. Deathcobra) — появляется только в одной серии. Лучший друг Львиноморда. Тот приглашает его к себе, чтобы включить в команду Центуриона вместо Нетопыря, которому не доверяет. Узнав об этом, Нетопырь тайком от Львиноморда прибывает на место встречи первым и уговаривает Кобру отклонить приглашение или хотя бы задержаться, а когда тот отказывается — случайно убивает его и сваливает вину за происшедшее на автоботов. Трансформируется в боевой вертолёт. О механическом звере-помощнике мало что известно.
- Властитель — Бывший лидер десептиконов. Появляется только в одной серии.

### Люди
- Микон (англ. Meekon) — мальчик, подопечный Истребителя. Когда он был совсем ещё маленьким, его родители погибли во время нападения десептиконов на космический корабль. Спасательную капсулу с малышом обнаружили автоботы. Они вырастили и воспитали Микона (и, конечно, изрядно избаловали). Микон — очень озорной, своенравный, но добрый и храбрый мальчик. Он очень привязан ко всем автоботам, особенно к Истребителю, которого любит как отца. Считает себя членом команды автоботов и всегда готов помочь им всем, что в его силах.
- Мила (англ. Mila) —  оригинальное имя - Illumina - одноклассница Микона, которая ему очень нравится. Последнее легко объяснить, например, тем, что она первой поприветствовала его, когда Микон был переведён в их школу, а позже, во время нападения десептиконов, была единственной, кто не обвинил в этом новичка. Во время нападения боевых динозавров на аквапарк она, рискуя собственной жизнью, спасла маленькую девочку. Всем вышеперечисленным вкупе с привлекательной внешностью она заслужила внимание Микона, в её честь даже назвавшего трансформирующийся автомобиль-робот, созданный совместно с автоботами.

## Список серий
- 1. Star Saber, Hero of the Universe (с англ. — «Воин вселенной, Истребитель»)
- 2. Dinoking’s Surprise Attack (с англ. — «Рождение чудовища»)
- 3. Charge,Leozack (с англ. — «Нападение Львиноморда»)
- 4. Multiforce, Combine (с англ. — «Вездеход, слияние!»)
- 5. Go Rescue Squad (с англ. — «Команда спасателей, вперёд!»)
- 6. Invasion of the Uranium Mine (с англ. — «Спасение уранового рудника»)
- 7. The Energy Base Explodes (с англ. — «Нападение на электростанцию»)
- 8. Terror Under the Big City (с англ. — «Битва под городом»)
- 9. The New Warrior, Hellbat (с англ. — «Гипнотические волны Нетопыря»)
- 10. Attack the Shuttle Base! (с англ. — «Нападение на шаттл»)
- 11. Tanker Theft Operation (с англ. — «Супертанкер»)
- 12. Rescue Meekon! (с англ. — «Спасение Микона»)
- 13. Mach and Tackle (с англ. — «Подземная электростанция»)
- 14. Battle on the Asteroid (с англ. — «Сражение в метеоритной зоне»)
- 15. The Warriors of Planet Micro (с англ. — «Сражение на планете Микло»)
- 16. Rescue Gaihawk! (с англ. — «Ястреб»)
- 17. Liocaesar, Merge! (с англ. — «Новый супер-робот Центурион»)
- 18. The Decepticon Fortress Resurrected (с англ. — «Возрождение космокрепости»)
- 19. The Power of Rage (с англ. — «Сила гнева»)
- 20. Struggle at the South Pole (с англ. — «Сражение в Антарктиде»)
- 21. Ambush in the Desert (с англ. — «Ловушка в пустыне»)
- 22. A Battle of Life and Death (с англ. — «Смертельная схватка»)
- 23. Farewell, Optimus Prime (с англ. — «Прощай, Оптимус Прайм!»)
- 24. Fight, Victory Leo (с англ. — «Рождение Победоносца»)
- 25. Awaken, Victory Leo! (с англ. — «Вставай, Победоносец!»)
- 26. The Victory Combination (с англ. — «Рождение Победителя»)
- 27. Meekon Protect the School (с англ. — «Микон спасает школу»)
- 28. Mystery? The Base-Exploding Trap (с англ. — «Диверсия на базе автоботов»)
- 29. The Death-Bringing Space Bug (с англ. — «Жуки-убийцы»)
- 30. Terror of the Giant Tsunamis (с англ. — «Цунами»)
- 31. The Resurrection of the Space Fortress (с англ. — «Возрождение космической крепости»)
- 32. Charge! The Fortress against the Victory Combination (с англ. — «Уничтожение космической крепости»)

Существует, в общей сложности, 12 коллажей по сериалу, но в России были показаны только шесть:
- 1. Без названия (после 9-й серии)
- 2. Зловещий план Десептиконов (после 11-й серии)
- 3. Долгая война за мир(после 17-й серии)
- 4. Кризис у Автоботов(после 24-й серии)
- 5. Победитель — воин Вселенной(после 29-й серии)
- 6. Триумф автоботов (финальный, после 32-й серии)